# Marble Madness
Marble Madness es un videojuego arcade diseñado por Mark Cerny y publicado por Atari Games y Midway Games en 1984. Es un videojuego de plataformas en el que el jugador debe guiar una canica a través de seis campos, poblados de obstáculos y enemigos, dentro de un límite de tiempo. El jugador controla la canica mediante el uso de un trackball. Marble Madness es conocido por usar tecnologías de juego innovadoras: fue el primero de Atari en usar el hardware Atari System 1, el primero en ser programado en el lenguaje de programación C, y uno de los primeros en usar verdadero sonido estéreo (los juegos anteriores usaban sonido monoaural o estéreo simulado).
Al diseñar el juego, Cerny se inspiró en el minigolf, los videojuegos de carreras y las ilustraciones de M. C. Escher. Su objetivo era crear un juego que ofreciera una experiencia distinta con un sistema de control único. Cerny aplicó un enfoque minimalista al diseñar la apariencia de los campos y enemigos del juego. A lo largo del desarrollo, con frecuencia se vio obstaculizado por limitaciones en la tecnología y tuvo que renunciar a varias ideas de diseño.
Tras su lanzamiento a las salas de juegos, Marble Madness tuvo éxito comercial y fue rentable. Los críticos elogiaron la dificultad del juego, el diseño visual único y la banda sonora estéreo. El juego fue portado a numerosas plataformas e inspiró el desarrollo de otros juegos. Se desarrolló una secuela y se planeó su lanzamiento en 1991, pero se canceló cuando las pruebas de ubicación mostraron que el juego no podía competir con otros títulos.

## Jugabilidad
Marble Madness es un videojuego de plataformas isométrico en el que el jugador manipula una canica en pantalla desde una perspectiva en tercera persona. En la versión arcade, un jugador controla los movimientos de la canica con un trackball; la mayoría de las versiones caseras usan controladores de videojuegos con almohadillas direccionales. El objetivo del jugador es completar seis pistas de carreras isométricas en forma de laberinto antes de que expire una cantidad determinada de tiempo. Con la excepción de la primera carrera, cualquier tiempo restante en el reloj al final de una carrera se transfiere a la siguiente, y el jugador también recibe una cantidad determinada de tiempo adicional. El juego permite que dos jugadores compitan entre sí, otorgando puntos de bonificación y tiempo extra al ganador de cada carrera; ambos jugadores tienen relojes separados.
Las pistas están llenas de varios objetos y enemigos diseñados para obstruir al jugador. A medida que avanza el juego, los recorridos se vuelven cada vez más difíciles e introducen más enemigos y obstáculos. Cada pista tiene un tema visual distinto. Por ejemplo, la primera carrera (titulada "Práctica") es un recorrido simple que es mucho más corto que las demás, mientras que la quinta carrera (llamada "Silly") presenta patrones de lunares y está orientado en una dirección opuesta a la de las otras pistas.

## Desarrollo
Marble Madness fue desarrollado por Atari Games, con Mark Cerny como diseñador principal y Bob Flanagan como ingeniero de software. Tanto Cerny como Flanagan se encargaron de programar el juego. Utiliza el hardware Atari System 1, que era un sistema intercambiable de placas de circuitos, paneles de control y material gráfico. El juego presenta gráficos de píxeles en un monitor CRT Electrohome modelo G07 de 19 pulgadas y utiliza una unidad central de procesamiento (CPU) Motorola 68010 con un subsistema MOS Technology 6502 para controlar las operaciones de audio y monedas. Marble Madness fue el primer juego de Atari en usar un chip de sonido FM producido por Yamaha, similar a un sintetizador Yamaha DX7, que creaba la música en tiempo real para sincronizarla con la acción en pantalla del juego. La música del juego fue compuesta por Brad Fuller y Hal Canon, quienes pasaron unos meses familiarizándose con las capacidades del chip de sonido.
Cerny y Flanagan colaboraron por primera vez en un videojuego basado en Michael Jackson's Thriller. El proyecto fue cancelado y los dos comenzaron a trabajar en una idea de Cerny que finalmente se convirtió en Marble Madness. El desarrollo duró 10 meses. Después del colapso de los videojuegos de 1983, el desarrollo de juegos dentro de Atari se centró en brindar una experiencia distintiva mediante el uso de un sistema de control único y enfatizando un modo simultáneo de dos jugadores. Cerny diseñó Marble Madness de acuerdo con estos objetivos de la empresa. Primero se inspiró en el minigolf y le cautivó la idea de que los contornos de un campo de juego influían en la trayectoria de una pelota. Cerny comenzó a probar varias ideas utilizando el sistema de arte digital de Atari. Después de decidir usar una cuadrícula isométrica, Cerny comenzó a desarrollar el concepto del juego. Su idea inicial consistía en golpear una pelota de una manera similar al minigolf, pero Atari no se mostró entusiasmado. Luego, Cerny pensó en juegos de carreras y planeó carreras en pistas largas contra un oponente. Las limitaciones de la tecnología en ese momento no pudieron manejar la física del juego necesaria para la idea, y Cerny cambió el objetivo del juego a una carrera contra el tiempo.
El conjunto de herramientas de desarrollo para la CPU de Motorola incluía un compilador para el lenguaje de programación C, con el que los dos programadores estaban familiarizados. Después de que Atari realizó evaluaciones de desempeño, aprobó el uso del lenguaje. La decisión de Cerny y Flanagan de programar Marble Madness en el lenguaje C tuvo consecuencias positivas y negativas. Los juegos de Atari se habían programado previamente en lenguaje ensamblador. El lenguaje C era más fácil de programar, pero era menos eficiente, por lo que el juego funciona a una velocidad más lenta de 30 Hz en lugar de la frecuencia normal de 60 Hz de los juegos de arcade en ese momento. Cerny decidió usar un sistema de trackball (comercializado por Atari como Trak-Ball) para darle al juego un sistema de control único, y eligió un trackball motorizado para girar y frenar más rápido cuando la bola del juego viajaba cuesta abajo y cuesta arriba, respectivamente. Mientras construía los prototipos, el departamento de diseño de Atari informó a Cerny que el diseño del trackball motorizado tenía un defecto inherente (uno de los cuatro soportes tenía un contacto deficiente con el balón) y que el uso de un trackball normal era más factible. Además, Cerny había anticipado el uso de potentes chips personalizados que permitirían que la CPU animara los sprites basados en RAM, pero el hardware disponible era un sistema menos avanzado que usaba sprites estáticos basados en ROM.
Estas limitaciones técnicas obligaron a Cerny a simplificar los diseños generales. Inspirado por M. C. Escher, diseñó paisajes abstractos para las pistas. En retrospectiva, Cerny atribuyó en parte los diseños a sus limitadas habilidades artísticas. Era un fanático de los gráficos 3D utilizados en Battlezone y I, Robot, pero sentía que las imágenes carecían de definición y quería crear un juego con gráficos 3D "sólidos y limpios". A diferencia de la mayoría de los otros juegos de arcade de la época, las imágenes del campo no se dibujaron a nivel de píxeles. En cambio, Cerny definió la elevación de cada punto en la pista y almacenó esta información en una matriz de mapa de altura. Luego, los gráficos de la pista fueron creados por un programa de trazado de rayos que trazó la trayectoria de los rayos de luz, utilizando el mapa de altura para determinar la apariencia del curso en la pantalla. Este formato también le permitió a Cerny crear sombras y usar suavizado espacial, una técnica que proporcionó a los gráficos una apariencia más suave. El generador de rumbos de Cerny le dio más tiempo para experimentar con los diseños de niveles. Al decidir qué elementos incluir en un curso, la practicidad fue un factor importante; se omitieron los elementos que no funcionarían o no aparecerían como se pretendía, como una barricada elástica o una balanza de balancín. Otras ideas que surgieron de los diseños fueron soportes de vidrio rompible, trampas para agujeros negros y golpes y obstáculos construidos en el campo que perseguía el mármol.
Los intereses personales de Cerny cambiaron a lo largo del proyecto, lo que llevó a la inclusión de nuevas ideas ausentes en los documentos de diseño originales. Los personajes enemigos del juego fueron diseñados por Cerny y Sam Comstock, quienes también los animaron. Los enemigos tenían que ser de tamaño pequeño debido a limitaciones técnicas. Cerny y Comstock omitieron deliberadamente las caras para darles diseños únicos y crear una apariencia minimalista similar a las pistas. La gerencia de Atari, sin embargo, sugirió que la canica debería tener una cara sonriente para crear un personaje identificado, similar a Pac-Man. Como compromiso, la obra de arte del gabinete muestra rastros de una cara sonriente en las canicas. Flanagan programó un modelo de física tridimensional para dictar los movimientos de la canica y un guion interpretado para el comportamiento del enemigo. A medida que Marble Madness se acercaba a su finalización, los comentarios de las pruebas de enfoque internas de Atari fueron positivos. En retrospectiva, Cerny deseaba haber incluido más cursos para darle al juego una mayor longevidad, pero los cursos adicionales habrían requerido más tiempo y mayores costos de hardware. Atari estaba experimentando graves problemas financieros en ese momento y no pudo extender el período de desarrollo del juego, ya que habría dejado su fábrica de producción inactiva.

## Ports
A partir de 1986, el juego fue lanzado para múltiples plataformas con diferentes compañías manejando las conversiones; Varias versiones caseras fueron publicadas por Electronic Arts, Tiger Electronics lanzó versiones portátiles y de sobremesa LCD del juego, y fue portado al Nintendo Entertainment System por Tengen. Las versiones Commodore 64 y Apple IIe  tienen un nivel secreto que no está presente en otras versiones.

## Recepción
Marble Madness tuvo éxito comercial después de su lanzamiento en diciembre de 1984 y fue recibido positivamente por los críticos. Se vendieron alrededor de 4000 gabinetes y pronto se convirtió en el juego con mayores ganancias en las salas de juegos. Sin embargo, el juego cayó constantemente de este ranking durante su séptima semana en salas de juegos donde Atari rastreó el éxito del juego. Cerny atribuyó la vida arcade de seis semanas a la corta duración del juego de Marble Madness. Creía que los jugadores perdieron interés después de dominarlo y pasaron a otros juegos. En Japón, Game Machine incluyó Marble Madness en su edición del 1 de mayo de 1985 como la segunda unidad arcade vertical/de cabina más exitosa del mes.
Muchos críticos sintieron que el alto nivel de habilidad requerido para jugar al juego era parte de su atractivo. En 2008, Levi Buchanan de IGN incluyó a Marble Madness como uno de varios títulos en su "sala de juegos de ensueño", citando la dificultad del juego y los buenos recuerdos que tenía al jugarlo. El autor John Sellers escribió que la dificultad fue una de las principales razones por las que los jugadores se sintieron atraídos. Otros factores atractivos incluyeron los gráficos, el diseño visual y la banda sonora. Craig Grannell de Retro Gamer, al referirse al juego como uno de los juegos de arcade más distintivos jamás creados, elogió sus visuales como "puras y atemporales". En 1996, Next Generation clasificó la versión arcade de Marble Madness en el puesto 15 de sus "100 mejores juegos de todos los tiempos". En 1997 Electronic Gaming Monthly lo incluyó como el décimo mejor juego de arcade de todos los tiempos. En 2003, Marble Madness fue incluido en la lista de GameSpot de los mejores juegos de todos los tiempos. En 2008, Guinness World Records lo incluyó como el juego de arcade número setenta y nueve en impacto técnico, creativo y cultural. Marble Madness fue uno de los primeros juegos en usar verdadero sonido estéreo y tener una partitura musical reconocible. El compositor británico Paul Weir comentó que la música tenía carácter y ayudó a darle al juego una identidad única. Una queja común sobre el gabinete de la sala de juegos era que los controles de la bola de seguimiento se rompían con frecuencia debido al uso repetido.

### Versiones caseras
Los diferentes puertos se encontraron con una recepción mixta. John Harris de Gamasutra pensó que la popularidad de la sala de juegos impulsó las ventas de las versiones caseras, mientras que Thomas Hanley de ScrewAttack comentó que la mayoría de las versiones no eran tan agradables sin un trackball. Grannell se hizo eco de declaraciones similares sobre los controles y agregó que muchos tenían visuales y detección de colisiones deficientes. Enumeró los puertos de Amiga, Game Boy y Sega Genesis como las mejores conversiones, y las versiones Sinclair ZX Spectrum, IBM PC compatibles y Game Boy Advance entre las peores.
Los escritores de Compute! llamaron a los gráficos y la jugabilidad de la versión Amiga "calidad arcade". Revisando para Computer Gaming World, Roy Wagner declaró que la versión de Amiga era superior a la arcade original. Bruce Webster de BYTE escribió que los gráficos de la versión Amiga de Marble Madness en diciembre de 1986 "son realmente asombrosos". Mientras criticaba la falta de una función de pausa o una lista de puntajes máximos, afirmó que "definitivamente vale la pena tenerla si tienes un Amiga". Bil Herd recordó que la versión de Amiga era tan popular en Commodore International que los empleados robaron la expansión de memoria requerida de las computadoras de sus colegas para ejecutar el juego. Benn Dunnington de Info le dio a la versión de Amiga cuatro estrellas o más de cinco, describiéndola como "una adaptación totalmente fiel", y esperaba que se estuviera desarrollando una secuela. El personal de la revista calificó la versión de Commodore 64 con más de tres estrellas de cinco, describiéndola como "solo una sombra del original arcade y la excelente versión de Amiga" e inferior a Spindizzy. A la revista le gustaron los gráficos, pero criticó "las canicas que se manejan como tortugas intoxicadas".  Los tres críticos de Dragon, Hartley, Patricia y Kirk Lesser, elogiaron el puerto de Apple IIgs y lo llamaron un título "imprescindible" para los fanáticos de las salas de juegos.
Los revisores de MegaTech calificaron favorablemente el lanzamiento de Mega Drive. Al personal de Next Generation le gustó la versión de Sega Mega Drive, pero notó que la experiencia es mejor cuando se juega con los controles originales del trackball.

## Legado
Marble Madness inspiró otros juegos que implican navegar una pelota a través de recorridos progresivamente más difíciles. Gyroscope de Melbourne House y Spindizzy de Electric Dreams Software fueron los primeros juegos de este tipo; ambos tuvieron una buena acogida. En 1990, Rare lanzó Snake Rattle 'n' Roll, que incorporaba elementos similares a Marble Madness. La serie Super Monkey Ball usa una jugabilidad similar basado en hacer rodar una pelota, pero agrega otras características como minijuegos y personajes de monos.

### Secuela inédita
Se planeó lanzar una secuela de arcade titulada Marble Man: Marble Madness II en 1991, aunque Cerny no participó en el desarrollo. El desarrollo estuvo a cargo de Bob Flanagan, quien diseñó el juego basándose en lo que, en su opinión, hizo que Marble Madness fuera un éxito en el mercado de las consolas domésticas. Debido a que la demografía del mercado era una audiencia más joven, Flanagan quería hacer que la secuela fuera más accesible e introdujo un personaje principal tipo superhéroe. Marble Man amplió la jugabilidad del juego original con nuevas habilidades para la canica como la invisibilidad y el vuelo, agregó minijuegos de pinball entre conjuntos de niveles y permitió que hasta tres jugadores atraviesen pistas isométricas. Flanagan tenía la intención de abordar la corta duración del primer juego y, con la ayuda de Mike Hally, desarrolló diecisiete pistas.
Atari creó prototipos para las pruebas de ubicación, pero al juego no le fue bien frente a títulos más populares en ese momento, como Street Fighter II. Atari asumió que las trackballs explicaban la mala recepción y encargó un segundo modelo con controles de joystick. Debido a que los nuevos modelos tuvieron la misma mala recepción, la producción se detuvo. Se rumoreaba que las placas del sistema de arcade para la secuela habían sido destruidas para limpiar el inventario a efectos fiscales en 1996. Sin embargo, Cerny ha calificado la destrucción como una leyenda urbana, lo que indica que se produjeron como máximo 12 placas prototipos.

### Relanzamientos
En 2003, Marble Madness se incluyó en la multiplataforma Midway Arcade Treasures, una compilación desarrollada por Williams Electronics, Midway Games y Atari Games. También se incluyó en las colecciones de Midway Arcade Origins de 2012.
Electronic Arts lanzó un puerto de teléfono móvil en 2010 que incluye niveles adicionales con diferentes temas y nuevos elementos que aumentan la jugabilidad.